# Avenue d'Ivry
L’avenue d’Ivry est une voie du 13e arrondissement de Paris. C'est l'un des principaux axes du quartier asiatique.

## Situation et accès
Elle part du boulevard Masséna (porte d'Ivry) et rejoint l'avenue de Choisy au carrefour de la rue de Tolbiac. Sa longueur est de 791 mètres et sa largeur de 34 mètres. Elle mène vers la ville d'Ivry-sur-Seine, à laquelle elle doit son nom.

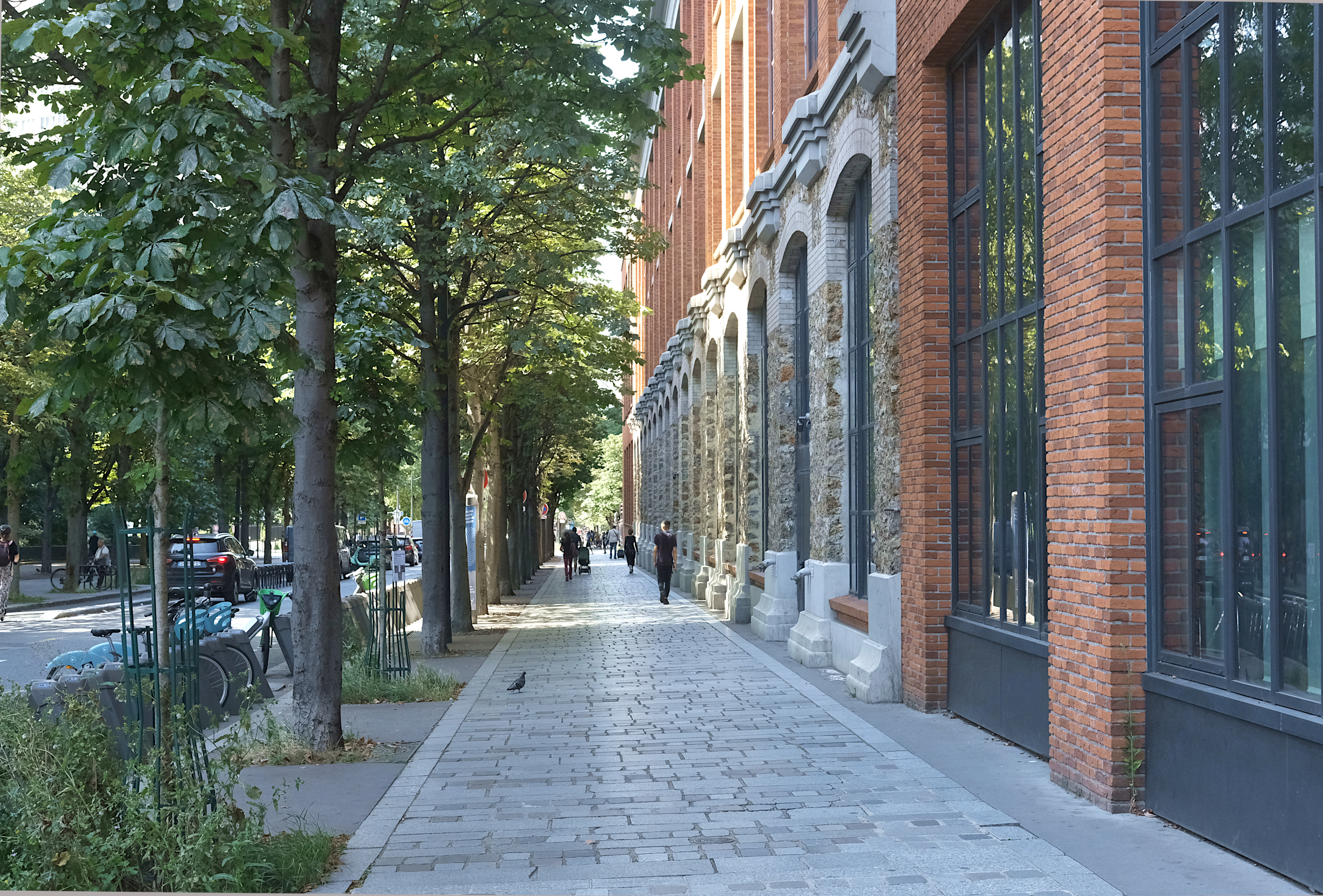
L'avenue vue depuis le boulevard Masséna.
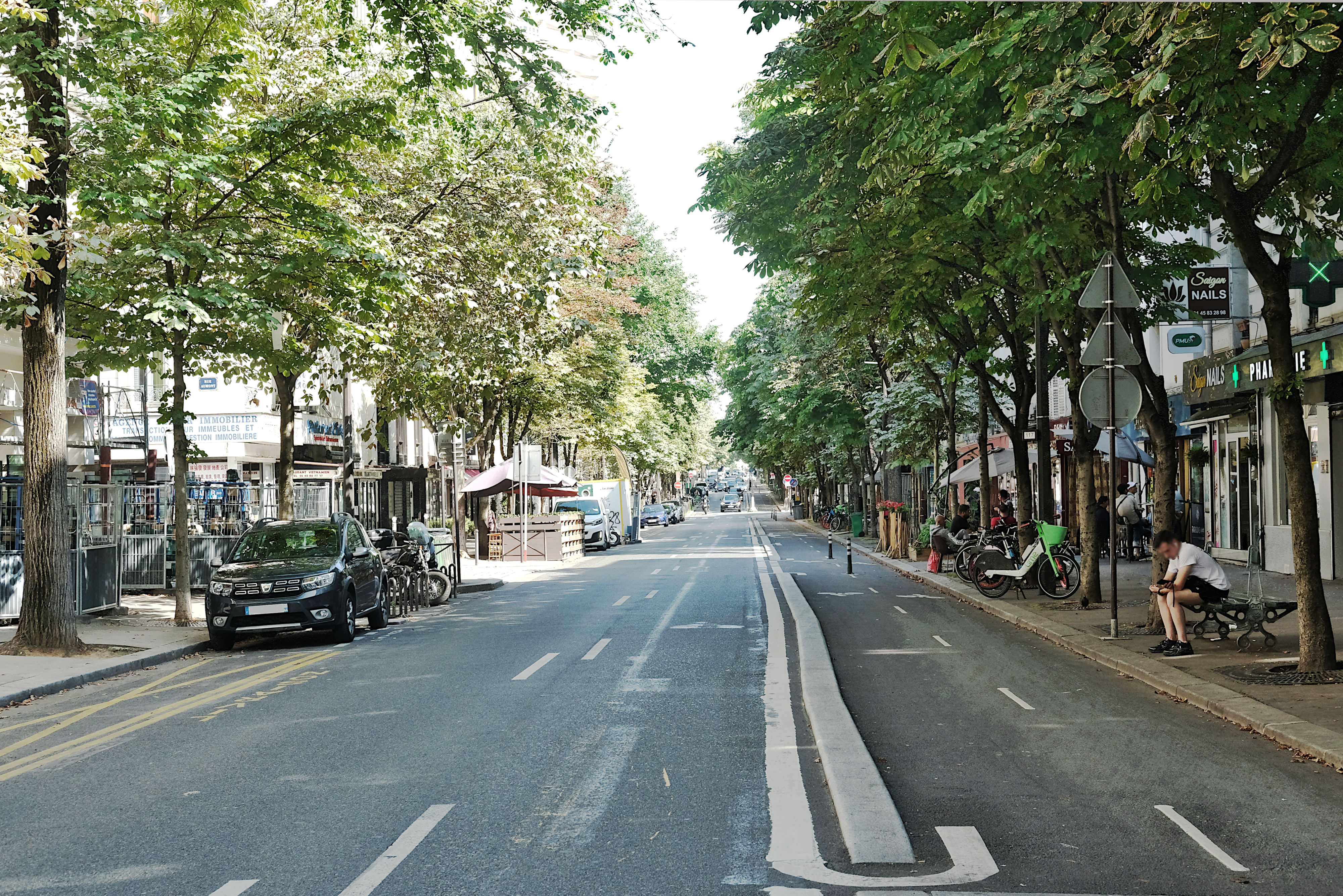
L'avenue vue depuis la rue de Tolbiac.

L’avenue est desservie par les stations Porte d’Ivry de la ligne 7 du métro et de la ligne T3a du tramway et Place d'Italie des lignes de métro 5, 6 et 7.

## Origine du nom
Cette voie doit son nom à la ville d'Ivry-sur-Seine à laquelle elle mène.

## Historique

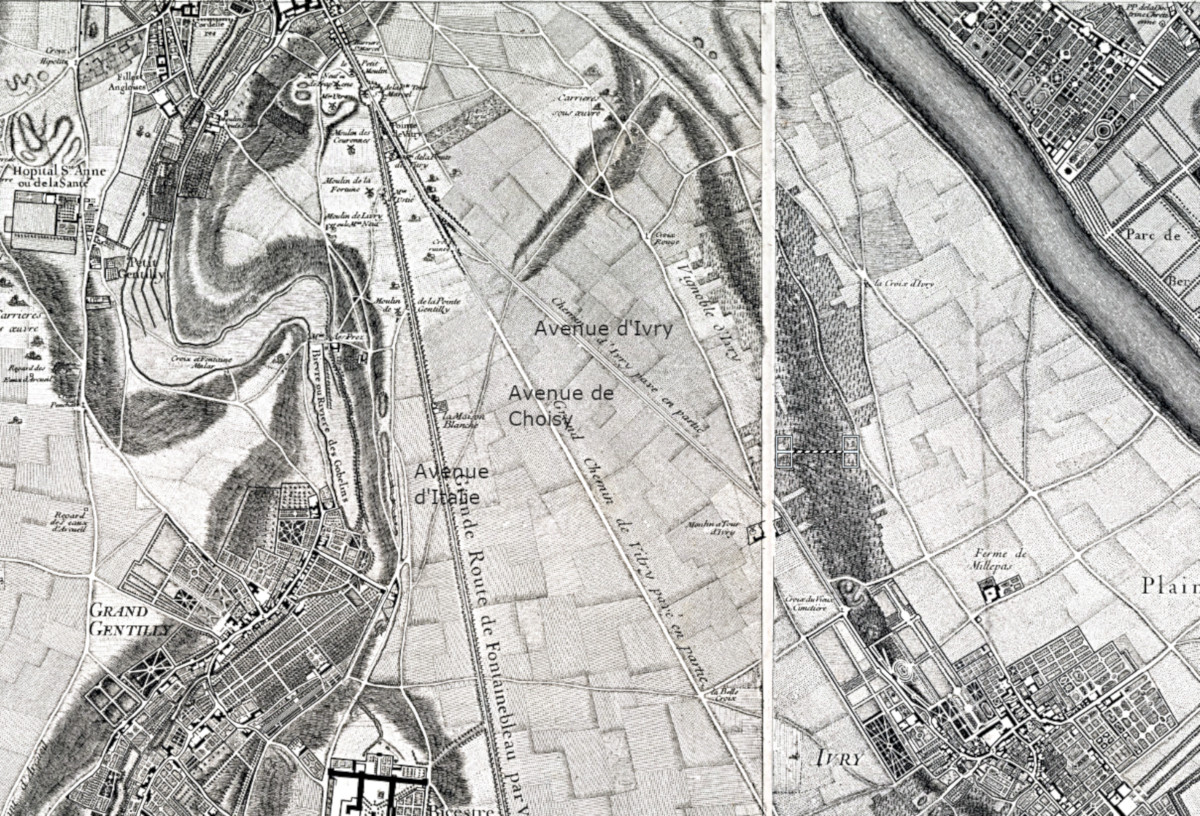
L'avenue d'Ivry, mentionnée sous le nom de « Chemin d'Ivry », sur le plan de Roussel de 1730.

Autrefois « grande route d’Ivry », l'avenue d'Ivry fait partie de Paris depuis que la capitale a absorbé une partie de la commune d'Ivry-sur-Seine en 1860. L'avenue était présente sur le plan de Roussel (1730).
L'avenue a profondément changé dans son environnement, sinon dans son tracé, lors des années 1960 et 1970. L'opération Italie 13 a conduit à la construction de nombreuses tours de taille égale (une trentaine d'étages) et de style uniforme sur une grande partie de l'avenue : quartier de la villa d'Este au niveau de la porte d'Ivry et quartier sur dalle des Olympiades entre l'avenue d'Ivry, la rue Nationale et la rue de Tolbiac. Conçues pour être indépendantes des voies de circulation, elles ne sont pas parallèles à l'avenue.
L'avenue d'Ivry, comme l'avenue de Choisy, a perdu son caractère de quartier populaire ouvrier (usines Panhard à la porte d'Ivry) pour devenir le cœur du plus grand quartier asiatique de France à partir de la seconde moitié des années 1970. C'est aujourd'hui une artère commerçante très animée, bordée de nombreux restaurants et grandes surfaces asiatiques.

## Bâtiments remarquables et sites particuliers

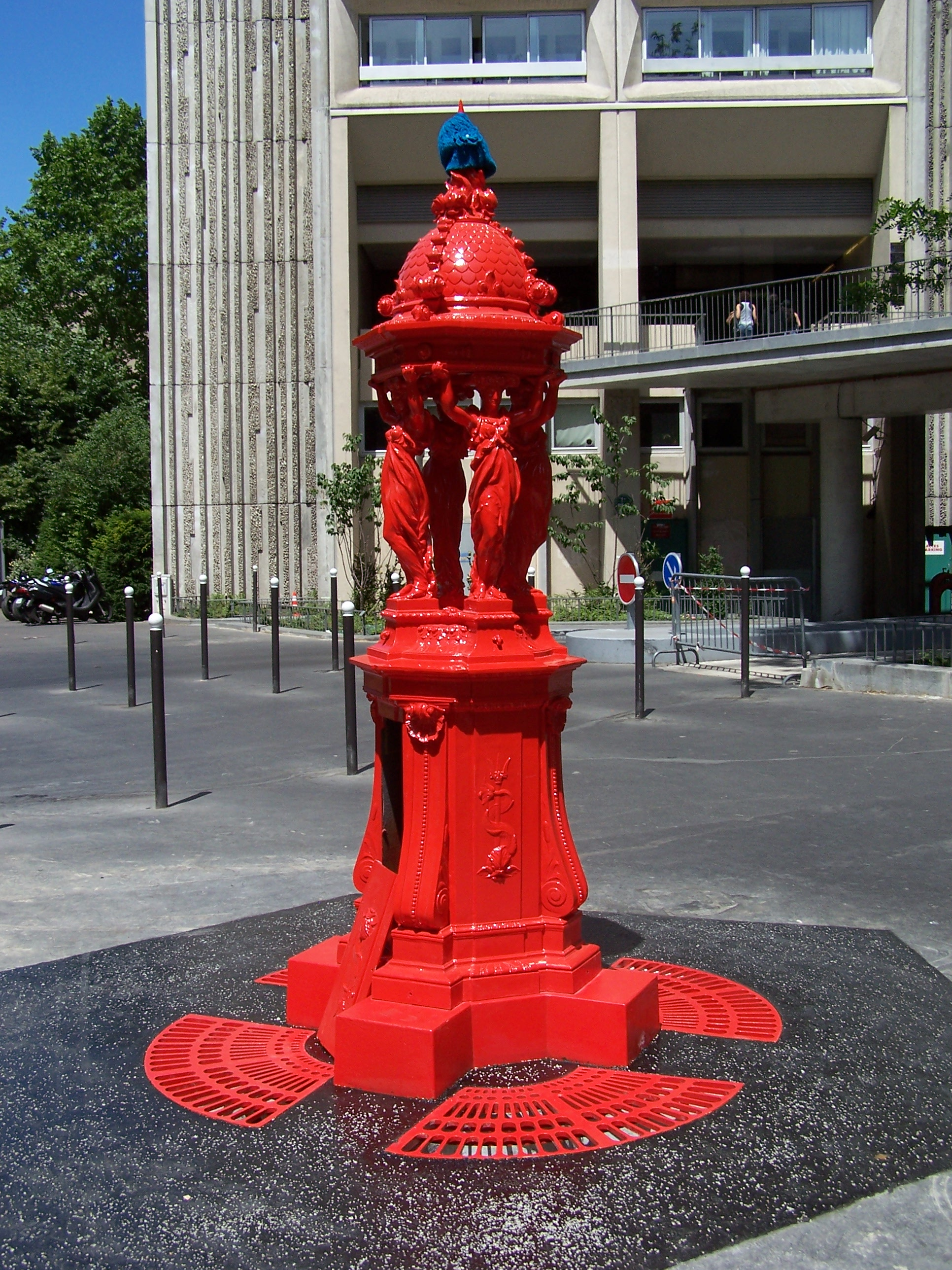
Une fontaine Wallace rouge.
Villa d'Este au no 23.
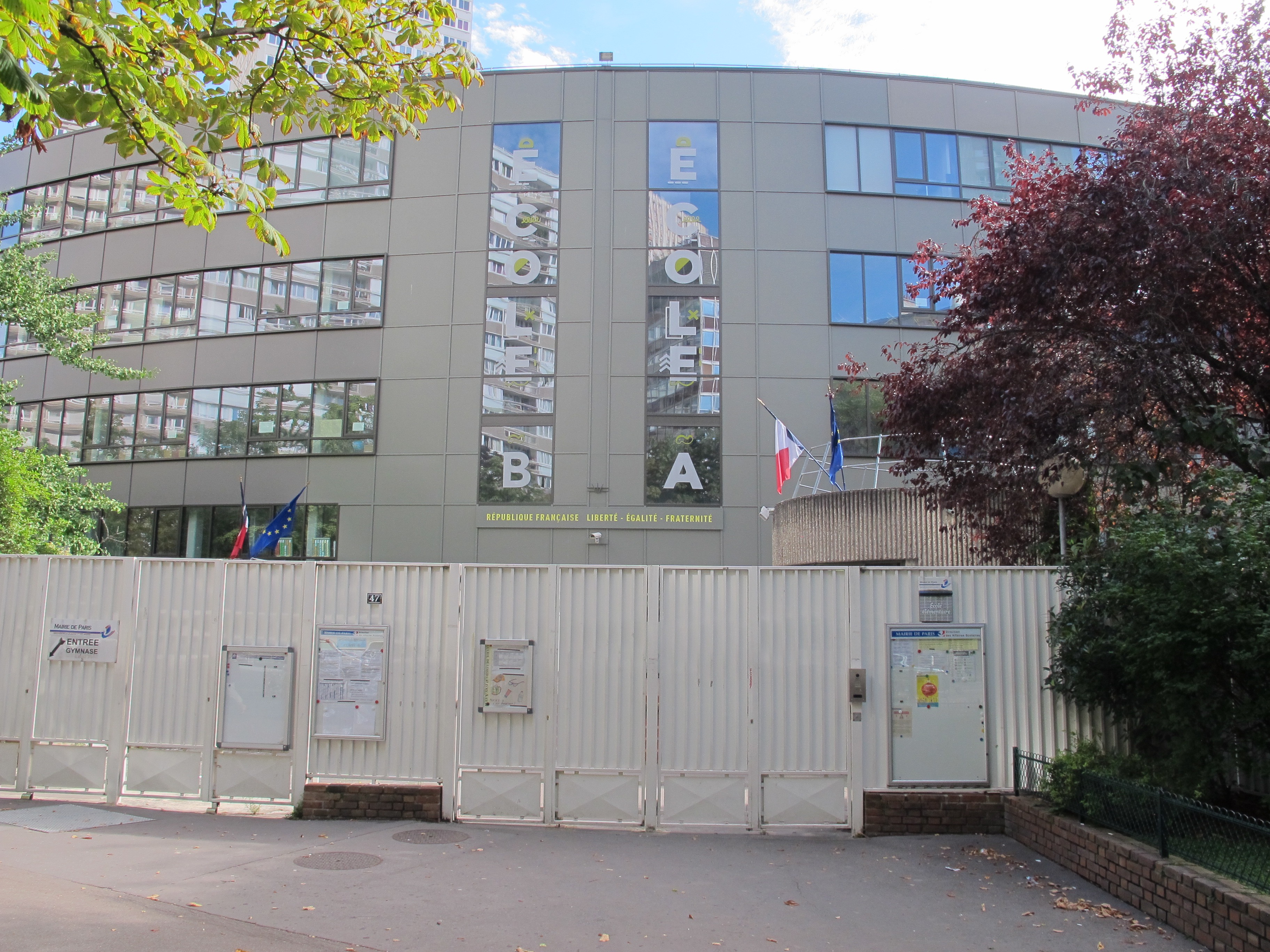
École élémentaire au no 47.
Fresque au no 50.
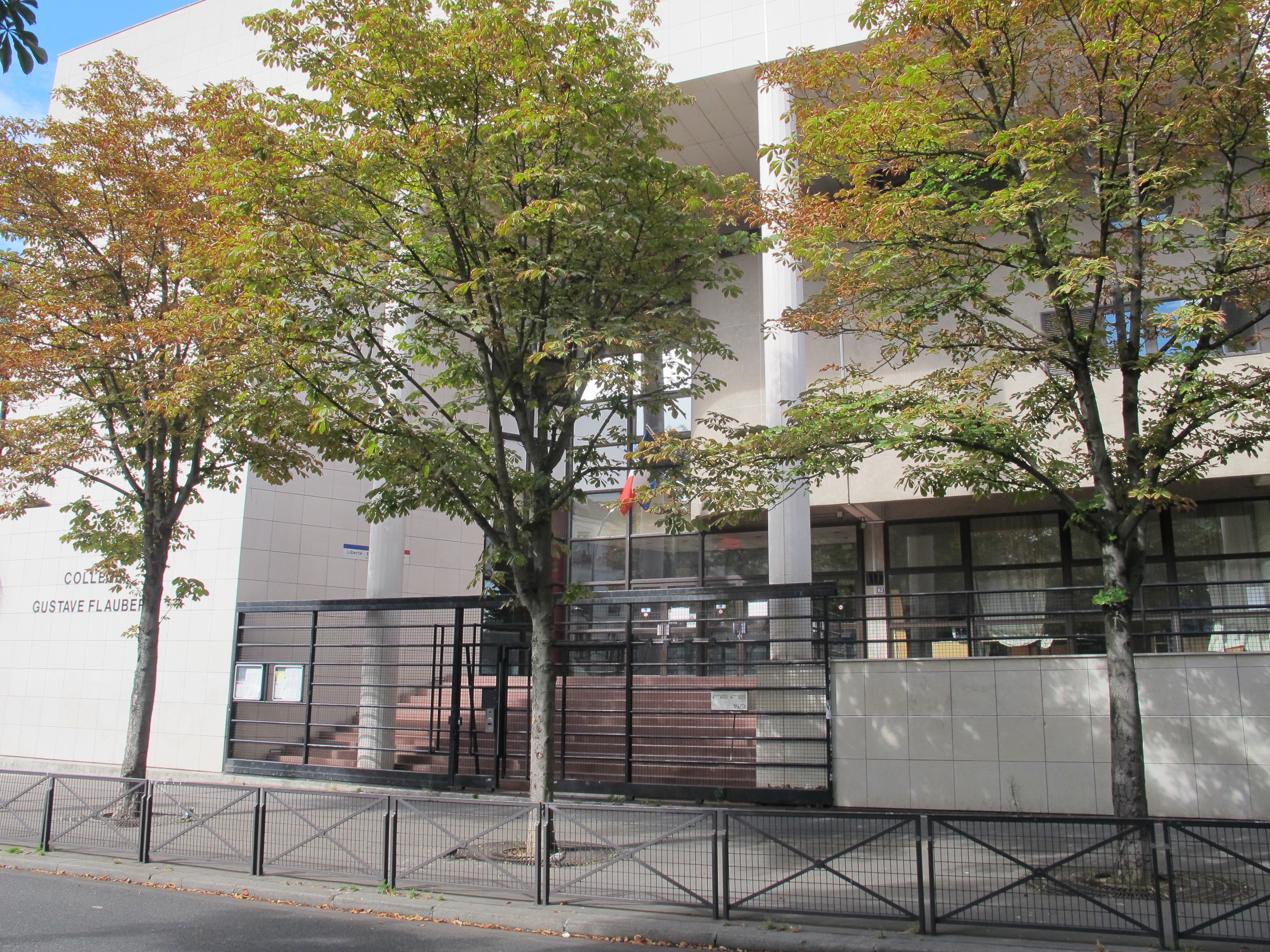
Collège Gustave-Flaubert au no 76.
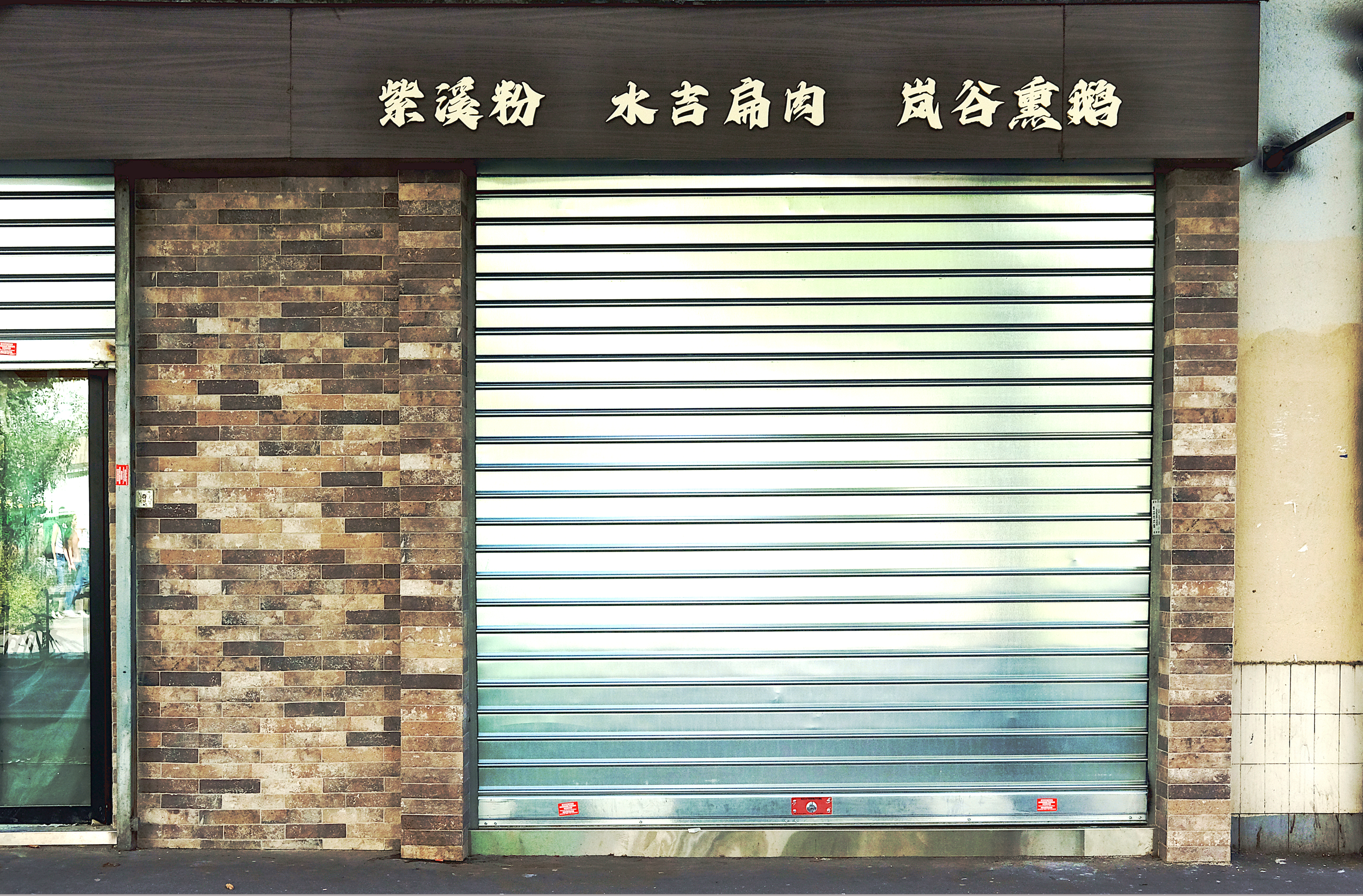
Boutique chinoise.
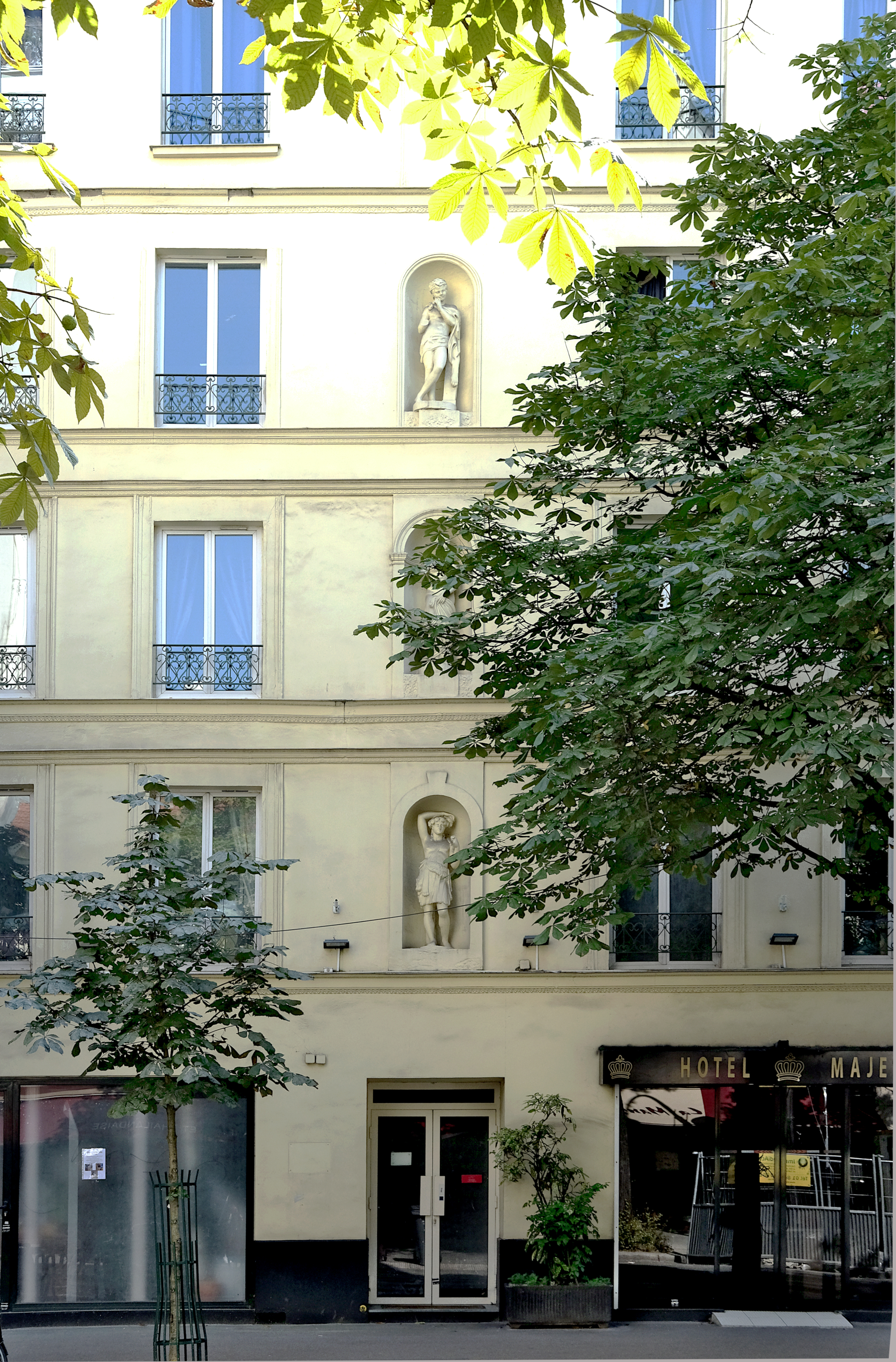
Façade à niches au no 105.

- L'une des fontaines Wallace du quartier est de façon peu ordinaire peinte en rouge.
- Nos 2 à 18 formant un triangle avec le 76, boulevard Masséna, les nos 1 à 11 de la rue Nationale et les voies ferrées de la Petite Ceinture en bordure des nos 107 à 115 de la rue Regnault : anciennes usines Panhard et Levassor construites en 1891[1],[2]
- Nos 23 : villa d'Este.
- Nos 50 : fresque sur le mur d'un immeuble.
- Nos 105 : façade à niches.